# لونته مولنار
لونته مولنار (انگلیسی: Levente Molnár؛ زادهٔ ۱۰ مارس ۱۹۷۶) یک هنرپیشه اهل رومانی است. 
از فیلم‌ها یا برنامه‌های تلویزیونی که وی در آن نقش داشته است می‌توان به پسر شائول اشاره کرد.